# تپه لری (اثر ملی)
تپه لری مربوط به عصر آهن است و در شهرستان جوانرود، بخش روانسر، روستای تپه لری واقع شده و این اثر در تاریخ ۲۳ شهریور ۱۳۸۲ با شمارهٔ ثبت ۱۰۱۴۵ به‌عنوان یکی از آثار ملی ایران به ثبت رسیده است.